# Pseuderemias striatus
Pseuderemias striatus — вид ящірок родини ящіркових (Lacertidae). Мешкає в Східній Африці.

## Підвиди
Виділяють два підвиди:
- Pseuderemias striatus gardoensis (Arillo, Balletto & Spanò, 1965);
- Pseuderemias striatus striatus (Peters, 1874).

## Поширення і екологія
Pseuderemias striatus мешкають в Сомалі, на сході Ефіопії та в Кенії. Вони живуть в акацієво-комміфорових заростях, в сухих акацієвих рідколіссях та в кам'янистих прибережних районах. Зустрічаються на висоті до 1000 м над рівнем моря.